# ABA Playoffs 1972
Gli ABA Playoffs 1972 si conclusero con la vittoria degli Indiana Pacers, campioni della Western Division (Playoff), che sconfissero i campioni della Eastern Division (Playoff) i New York Nets.

## Squadre qualificate

### Eastern Division
1. Kentucky Colonels
2. Virginia Squires
3. N.Y. Nets
4. The Floridians

### Western Division
1. Utah Stars
2. Indiana Pacers
3. Dallas Chaparrals
4. Denver Rockets

## Tabellone
|  | Semifinali di Division | Semifinali di Division | Semifinali di Division |                  |                | Finali di Division | Finali di Division | Finali di Division |  |  | ABA Finals | ABA Finals | ABA Finals |  |
|  |                        |                        |                        |                  |                |                    |                    |                    |  |  |            |            |            |  |
|  | 1                      | Utah Stars *           | 4                      |                  |                |                    |                    |                    |  |  |            |            |            |  |
|  | 1                      | Utah Stars *           | 4                      |                  |                |                    |                    |                    |  |  |            |            |            |  |
|  | 3                      | Dallas Chaparrals      | 0                      |                  |                |                    |                    |                    |  |  |            |            |            |  |
|  | 3                      | Dallas Chaparrals      | 0                      |                  | 1              | Utah Stars *       | 3                  |                    |  |  |            |            |            |  |
|  |                        |                        |                        |                  | 1              | Utah Stars *       | 3                  |                    |  |  |            |            |            |  |
|  |                        |                        | 2                      | Indiana Pacers   | 4              |                    |                    |                    |  |  |            |            |            |  |
|  | 4                      | Denver Rockets         | 2                      | Indiana Pacers   | 4              | 3                  |                    |                    |  |  |            |            |            |  |
|  | 4                      | Denver Rockets         |                        |                  |                |                    |                    |                    |  |  |            |            |            |  |
|  | 2                      | Indiana Pacers         | 4                      |                  |                |                    |                    |                    |  |  |            |            |            |  |
|  | 2                      | Indiana Pacers         | 4                      |                  | Indiana Pacers | Indiana Pacers     | 4                  |                    |  |  |            |            |            |  |
|  |                        |                        |                        |                  |                |                    |                    |                    |  |  |            |            |            |  |
|  |                        |                        | N.Y. Nets              | N.Y. Nets        | 2              |                    |                    |                    |  |  |            |            |            |  |
|  | 1                      | Kentucky Colonels *    | N.Y. Nets              | N.Y. Nets        | 2              | 2                  |                    |                    |  |  |            |            |            |  |
|  | 1                      | Kentucky Colonels *    |                        |                  |                |                    |                    |                    |  |  |            |            |            |  |
|  | 3                      | N.Y. Nets              | 4                      |                  |                |                    |                    |                    |  |  |            |            |            |  |
|  | 3                      | N.Y. Nets              | 4                      |                  | 3              | N.Y. Nets          | 4                  |                    |  |  |            |            |            |  |
|  |                        |                        |                        |                  | 3              | N.Y. Nets          | 4                  |                    |  |  |            |            |            |  |
|  |                        |                        | 2                      | Virginia Squires | 3              |                    |                    |                    |  |  |            |            |            |  |
|  | 4                      | The Floridians         | 2                      | Virginia Squires | 3              | 0                  |                    |                    |  |  |            |            |            |  |
|  | 4                      | The Floridians         |                        |                  |                |                    |                    |                    |  |  |            |            |            |  |
|  | 2                      | Virginia Squires       | 4                      |                  |                |                    |                    |                    |  |  |            |            |            |  |

Legenda
- * Vincitore Division
- "Grassetto" Vincitore serie
- "Corsivo" Squadra con fattore campo

## Eastern Division

### Semifinali

#### (1) Kentucky Colonels - (3) New York Nets
RISULTATO FINALE: 2-4
| Louisville 1 aprile 1972 Gara 1                                                                    | Kentucky Colonels | 108 – 122 (23-23, 29-31, 24-36, 32-32) referto | N.Y. Nets | Freedom Hall (4.772 spett.) |
| A. Gilmore 30 Punti R. Barry 50 L. Dampier 8 Assist J. Roche 8 A. Gilmore 18 Rimbalzi B. Paultz 16 |                   |                                                |           |                             |
| |                   |                                                |           |                             |
| A. Gilmore 30                                                                                      | Punti             | R. Barry 50                                    |           |                             |
| L. Dampier 8                                                                                       | Assist            | J. Roche 8                                     |           |                             |
| A. Gilmore 18                                                                                      | Rimbalzi          | B. Paultz 16                                   |           |                             |

| Louisville 4 aprile 1972 Gara 2                                                                                               | Kentucky Colonels | 90 – 105 (17-26, 17-26, 29-28, 27-25) referto | N.Y. Nets | Freedom Hall (8.212 spett.) |
| D. Issel 22 Punti R. Barry 35 A. Gilmore , L. Dampier 5 Assist J. Roche , T. Washington 7 A. Gilmore 16 Rimbalzi B. Paultz 16 |                   |                                               |           |                             |
| |                   |                                               |           |                             |
| D. Issel 22 | Punti             | R. Barry 35                                   |           |                             |
| A. Gilmore, L. Dampier 5 | Assist            | J. Roche, T. Washington 7                     |           |                             |
| A. Gilmore 16 | Rimbalzi          | B. Paultz 16                                  |           |                             |

| Uniondale 5 aprile 1972 Gara 3                                                                                | N.Y. Nets | 99 – 105 (31-23, 19-30, 26-33, 23-19) referto | Kentucky Colonels | Nassau Veterans Memorial Coliseum (14.056 spett.) |
| R. Barry 39 Punti A. Gilmore , W. Simon 25 J. Roche 6 Assist L. Dampier 6 B. Paultz 14 Rimbalzi A. Gilmore 22 |           |                                               |                   |                                                   |
| |           |                                               |                   |                                                   |
| R. Barry 39                                                                                                   | Punti     | A. Gilmore, W. Simon 25                       |                   |                                                   |
| J. Roche 6 | Assist    | L. Dampier 6                                  |                   |                                                   |
| B. Paultz 14                                                                                                  | Rimbalzi  | A. Gilmore 22                                 |                   |                                                   |

| Uniondale 7 aprile 1972 Gara 4                                                                                   | N.Y. Nets | 100 – 92 (30-22, 16-28, 25-23, 29-19) referto | Kentucky Colonels | Nassau Veterans Memorial Coliseum (14.091 spett.) |
| J. Roche 38 Punti D. Issel 28 J. Roche , T. Washington 5 Assist L. Dampier 6 B. Paultz 17 Rimbalzi A. Gilmore 13 |           |                                               |                   |                                                   |
| |           |                                               |                   |                                                   |
| J. Roche 38 | Punti     | D. Issel 28                                   |                   |                                                   |
| J. Roche, T. Washington 5                                                                                        | Assist    | L. Dampier 6                                  |                   |                                                   |
| B. Paultz 17 | Rimbalzi  | A. Gilmore 13                                 |                   |                                                   |

| Louisville 8 aprile 1972 Gara 5                                                                   | Kentucky Colonels | 109 – 93 (22-17, 22-20, 33-27, 32-29) referto | N.Y. Nets | Freedom Hall (7.949 spett.) |
| D. Issel 24 Punti J. Roche 26 L. Dampier 16 Assist J. Roche 9 A. Gilmore 19 Rimbalzi B. Paultz 11 |                   |                                               |           |                             |
|                                                                                                   |                   |                                               |           |                             |
| D. Issel 24                                                                                       | Punti             | J. Roche 26                                   |           |                             |
| L. Dampier 16                                                                                     | Assist            | J. Roche 9                                    |           |                             |
| A. Gilmore 19                                                                                     | Rimbalzi          | B. Paultz 11                                  |           |                             |

| Uniondale 10 aprile 1972 Gara 6                                                                     | N.Y. Nets | 101 – 96 (26-24, 31-24, 23-28, 21-20) referto | Kentucky Colonels | Nassau Veterans Memorial Coliseum (11.533 spett.) |
| J. Roche 32 Punti A. Gilmore 24 O. Taylor 8 Assist L. Dampier 4 B. Paultz 19 Rimbalzi A. Gilmore 18 |           |                                               |                   |                                                   |
| |           |                                               |                   |                                                   |
| J. Roche 32                                                                                         | Punti     | A. Gilmore 24                                 |                   |                                                   |
| O. Taylor 8                                                                                         | Assist    | L. Dampier 4                                  |                   |                                                   |
| B. Paultz 19                                                                                        | Rimbalzi  | A. Gilmore 18                                 |                   |                                                   |

PRECEDENTI IN REGULAR SEASON
| Regular Season 1971-72 | Kentucky Colonels | 8 – 3 | N.Y. Nets | Referto 1 - Referto 2 - Referto 3 - Referto 4, Referto 5 - Referto 6, Referto 7 - Referto 8 - Referto 9 - Referto 10 - Referto 11 |
| Kentucky Colonels 107 New York Nets 107 Kentucky Colonels 102 Kentucky Colonels 133 New York Nets 106 New York Nets 91 Kentucky Colonels 116 New York Nets 118 Kentucky Colonels 118 New York Nets 112 New York Nets 109 Punti 98 New York Nets 103 Kentucky Colonels 97 New York Nets 117 New York Nets 108 Kentucky Colonels (1 t.s.) 95 Kentucky Colonels 84 New York Nets 105 Kentucky Colonels 106 New York Nets 117 Kentucky Colonels (1 t.s.) 108 Kentucky Colonels |                   | |           | |
| |                   | |           | |
| Kentucky Colonels 107 New York Nets 107 Kentucky Colonels 102 Kentucky Colonels 133 New York Nets 106 New York Nets 91 Kentucky Colonels 116 New York Nets 118 Kentucky Colonels 118 New York Nets 112 New York Nets 109 | Punti             | 98 New York Nets 103 Kentucky Colonels 97 New York Nets 117 New York Nets 108 Kentucky Colonels (1 t.s.) 95 Kentucky Colonels 84 New York Nets 105 Kentucky Colonels 106 New York Nets 117 Kentucky Colonels (1 t.s.) 108 Kentucky Colonels |           | |

PRECEDENTI NEI PLAYOFF
|  | Kentucky Colonels (1970) | 1 – 0 | N.Y. Nets |  |

#### (2) Virginia Squires - (4) The Floridians
RISULTATO FINALE: 4-0
| Norfolk 31 marzo 1972 Gara 1                                                           | Virginia Squires | 114 – 107 (d.1t.s.) (26-24, 26-29, 23-20, 24-26) (15-8) referto | The Floridians | Norfolk Scope (3.770 spett.) |
| J. Erving 32 Punti W. Jabali , W. Long 22 J. Erving 19 Rimbalzi W. Jabali , W. Long 17 |                  |                                                                 |                |                              |
|                                                                                        |                  |                                                                 |                |                              |
| J. Erving 32                                                                           | Punti            | W. Jabali, W. Long 22                                           |                |                              |
| J. Erving 19                                                                           | Rimbalzi         | W. Jabali, W. Long 17                                           |                |                              |

| Hampton 1 aprile 1972 Gara 2                                     | Virginia Squires | 125 – 100 (26-19, 33-25, 36-30, 30-26) referto | The Floridians | Hampton Coliseum (2.921 spett.) |
| J. Erving 27 Punti W. Long 22 J. Erving 17 Rimbalzi W. Jabali 13 |                  |                                                |                |                                 |
|                                                                  |                  |                                                |                |                                 |
| J. Erving 27                                                     | Punti            | W. Long 22                                     |                |                                 |
| J. Erving 17                                                     | Rimbalzi         | W. Jabali 13                                   |                |                                 |

| Miami 4 aprile 1972 Gara 3                                                      | The Floridians | 113 – 118 (34-31, 29-30, 25-30, 25-27) referto | Virginia Squires | Miami-Dade Junior College North (2.965 spett.) |
| M. Calvin 27 Punti J. Erving 53 W. Jabali , C. Raymond 12 Rimbalzi J. Erving 14 |                |                                                |                  |                                                |
|                                                                                 |                |                                                |                  |                                                |
| M. Calvin 27                                                                    | Punti          | J. Erving 53                                   |                  |                                                |
| W. Jabali, C. Raymond 12                                                        | Rimbalzi       | J. Erving 14                                   |                  |                                                |

| Miami 6 aprile 1972 Gara 4                                        | The Floridians | 106 – 115 (31-28, 21-29, 21-29, 33-29) referto | Virginia Squires | Miami-Dade Junior College North (3.117 spett.) |
| M. Calvin 23 Punti J. Erving 39 R. Franz 11 Rimbalzi J. Erving 27 |                |                                                |                  |                                                |
|                                                                   |                |                                                |                  |                                                |
| M. Calvin 23                                                      | Punti          | J. Erving 39                                   |                  |                                                |
| R. Franz 11                                                       | Rimbalzi       | J. Erving 27                                   |                  |                                                |

PRECEDENTI IN REGULAR SEASON
| Regular Season 1971-72 | Virginia Squires | 7 – 4 | The Floridians | Referto 1 - Referto 2 - Referto 3 - Referto 4, Referto 5 - Referto 6, Referto 7 - Referto 8 - Referto 9 - Referto 10 - Referto 11 |
| The Floridians 108 Virginia Squires 109 The Floridians 116 Virginia Squires 123 The Floridians 119 The Floridians 124 (1 t.s.) Virginia Squires 121 Virginia Squires 115 The Floridians 124 Virginia Squires 127 Virginia Squires 124 Punti 111 Virginia Squires 113 The Floridians 119 Virginia Squires 115 The Floridians 105 Virginia Squires 113 Virginia Squires 117 The Floridians 107 The Floridians 117 Virginia Squires 117 The Floridians 118 The Floridians |                  | |                | |
| |                  | |                | |
| The Floridians 108 Virginia Squires 109 The Floridians 116 Virginia Squires 123 The Floridians 119 The Floridians 124 (1 t.s.) Virginia Squires 121 Virginia Squires 115 The Floridians 124 Virginia Squires 127 Virginia Squires 124 | Punti            | 111 Virginia Squires 113 The Floridians 119 Virginia Squires 115 The Floridians 105 Virginia Squires 113 Virginia Squires 117 The Floridians 107 The Floridians 117 Virginia Squires 117 The Floridians 118 The Floridians |                | |

PRECEDENTI NEI PLAYOFF

Si è trattata della prima sfida tra le due squadre ai playoff.

### Finale

#### (2) Virginia Squires - (3) New York Nets
RISULTATO FINALE: 3-4
| Richmond 13 aprile 1972 Gara 1                                  | Virginia Squires | 138 – 91 (28-22, 34-13, 42-24, 34-32) referto | N.Y. Nets | Richmond Coliseum (5.526 spett.) |
| J. Erving 26 Punti J. Roche 26 J. Erving 15 Rimbalzi R. Barry 5 |                  |                                               |           |                                  |
|                                                                 |                  |                                               |           |                                  |
| J. Erving 26                                                    | Punti            | J. Roche 26                                   |           |                                  |
| J. Erving 15                                                    | Rimbalzi         | R. Barry 5                                    |           |                                  |

| Norfolk 15 aprile 1972 Gara 2                                     | Virginia Squires | 115 – 106 (28-30, 31-25, 30-26, 26-25) referto | N.Y. Nets | Norfolk Scope (10.410 spett.) |
| J. Erving 38 Punti R. Barry 29 J. Erving 20 Rimbalzi B. Paultz 14 |                  |                                                |           |                               |
|                                                                   |                  |                                                |           |                               |
| J. Erving 38                                                      | Punti            | R. Barry 29                                    |           |                               |
| J. Erving 20                                                      | Rimbalzi         | B. Paultz 14                                   |           |                               |

| Uniondale 24 aprile 1972 Gara 3                                                        | N.Y. Nets | 119 – 117 (37-33, 31-34, 27-26, 24-24) referto | Virginia Squires | Nassau Veterans Memorial Coliseum (11.893 spett.) |
| R. Barry 25 Punti J. Erving 31 J. Roche , B. Melchionni 5 Assist Rimbalzi J. Erving 22 |           |                                                |                  |                                                   |
|                                                                                        |           |                                                |                  |                                                   |
| R. Barry 25                                                                            | Punti     | J. Erving 31                                   |                  |                                                   |
| J. Roche, B. Melchionni 5                                                              | Assist    |                                                |                  |                                                   |
|                                                                                        | Rimbalzi  | J. Erving 22                                   |                  |                                                   |

| Uniondale 26 aprile 1972 Gara 4                                                         | N.Y. Nets | 118 – 107 (31-22, 32-30, 29-25, 26-30) referto | Virginia Squires | Nassau Veterans Memorial Coliseum (11.164 spett.) |
| R. Barry 33 Punti J. Erving 27 B. Melchionni 8 Assist J. Erving 1 Rimbalzi J. Erving 23 |           |                                                |                  |                                                   |
|                                                                                         |           |                                                |                  |                                                   |
| R. Barry 33                                                                             | Punti     | J. Erving 27                                   |                  |                                                   |
| B. Melchionni 8                                                                         | Assist    | J. Erving 1                                    |                  |                                                   |
|                                                                                         | Rimbalzi  | J. Erving 23                                   |                  |                                                   |

| Hampton 29 aprile 1972 Gara 5                                                                       | Virginia Squires | 116 – 107 (26-28, 33-23, 29-26, 28-30) referto | N.Y. Nets | Hampton Coliseum (6.309 spett.) |
| R. Scott 26 Punti R. Barry 34 J. Erving 8 Assist B. Melchionni 5 J. Erving 32 Rimbalzi B. Paultz 16 |                  |                                                |           |                                 |
| |                  |                                                |           |                                 |
| R. Scott 26                                                                                         | Punti            | R. Barry 34                                    |           |                                 |
| J. Erving 8                                                                                         | Assist           | B. Melchionni 5                                |           |                                 |
| J. Erving 32                                                                                        | Rimbalzi         | B. Paultz 16                                   |           |                                 |

| Uniondale 1 maggio 1972 Gara 6                                                                       | N.Y. Nets | 146 – 136 (36-32, 37-27, 28-31, 45-46) referto | Virginia Squires | Nassau Veterans Memorial Coliseum (11.152 spett.) |
| R. Barry 43 Punti J. Erving 34 B. Melchionni 9 Assist J. Erving 7 B. Paultz 14 Rimbalzi J. Erving 10 |           |                                                |                  |                                                   |
| |           |                                                |                  |                                                   |
| R. Barry 43                                                                                          | Punti     | J. Erving 34                                   |                  |                                                   |
| B. Melchionni 9                                                                                      | Assist    | J. Erving 7                                    |                  |                                                   |
| B. Paultz 14                                                                                         | Rimbalzi  | J. Erving 10                                   |                  |                                                   |

| Norfolk 4 maggio 1972 Gara 7                                      | Virginia Squires | 88 – 94 (21-23, 23-25, 27-27, 17-19) referto | N.Y. Nets | Norfolk Scope (10.410 spett.) |
| J. Erving 35 Punti R. Barry 27 J. Erving 20 Rimbalzi B. Paultz 24 |                  |                                              |           |                               |
|                                                                   |                  |                                              |           |                               |
| J. Erving 35                                                      | Punti            | R. Barry 27                                  |           |                               |
| J. Erving 20                                                      | Rimbalzi         | B. Paultz 24                                 |           |                               |

PRECEDENTI IN REGULAR SEASON
| Regular Season 1971-72 | Virginia Squires | 7 – 4 | N.Y. Nets | Referto 1 - Referto 2 - Referto 3 - Referto 4, Referto 5 - Referto 6, Referto 7 - Referto 8 - Referto 9 - Referto 10 - Referto 11 |
| New York Nets 123 Virginia Squires 126 (1 t.s.) Virginia Squires 115 Virginia Squires 114 Virginia Squires 112 New York Nets 105 New York Nets 117 Virginia Squires 121 New York Nets 114 New York Nets 113 Virginia Squires 104 Punti 127 Virginia Squires (1 t.s.) 124 New York Nets 114 New York Nets 104 New York Nets 114 New York Nets 117 Virginia Squires 126 Virginia Squires 119 New York Nets 111 Virginia Squires 99 Virginia Squires 105 New York Nets |                  | |           | |
| |                  | |           | |
| New York Nets 123 Virginia Squires 126 (1 t.s.) Virginia Squires 115 Virginia Squires 114 Virginia Squires 112 New York Nets 105 New York Nets 117 Virginia Squires 121 New York Nets 114 New York Nets 113 Virginia Squires 104 | Punti            | 127 Virginia Squires (1 t.s.) 124 New York Nets 114 New York Nets 104 New York Nets 114 New York Nets 117 Virginia Squires 126 Virginia Squires 119 New York Nets 111 Virginia Squires 99 Virginia Squires 105 New York Nets |           | |

PRECEDENTI NEI PLAYOFF
|  | Virginia Squires (1971) | 1 – 0 | N.Y. Nets |  |

## Western Division

### Semifinali

#### (1) Utah Stars - (3) Dallas Chaparrals
RISULTATO FINALE: 4-0
| Salt Lake City 1 aprile 1972 Gara 1                                                                        | Utah Stars | 106 – 96 (20-26, 28-21, 32-21, 26-28) referto | Dallas Chaparrals | Salt Palace (8.783 spett.) |
| J. Jones 27 Punti S. Jones 22 J. Jones , G. Combs 5 Assist G. Johnson 5 Z. Beaty 17 Rimbalzi G. Johnson 11 |            |                                               |                   |                            |
| |            |                                               |                   |                            |
| J. Jones 27                                                                                                | Punti      | S. Jones 22                                   |                   |                            |
| J. Jones, G. Combs 5                                                                                       | Assist     | G. Johnson 5                                  |                   |                            |
| Z. Beaty 17                                                                                                | Rimbalzi   | G. Johnson 11                                 |                   |                            |

| Salt Lake City 3 aprile 1972 Gara 2                                                             | Utah Stars | 113 – 107 (28-24, 26-36, 30-30, 29-17) referto | Dallas Chaparrals | Salt Palace (9.121 spett.) |
| W. Wise 36 Punti D. Freeman 36 J. Jones 9 Assist J. Hamilton 5 Z. Beaty 14 Rimbalzi C. Jones 12 |            |                                                |                   |                            |
|                                                                                                 |            |                                                |                   |                            |
| W. Wise 36                                                                                      | Punti      | D. Freeman 36                                  |                   |                            |
| J. Jones 9                                                                                      | Assist     | J. Hamilton 5                                  |                   |                            |
| Z. Beaty 14                                                                                     | Rimbalzi   | C. Jones 12                                    |                   |                            |

| Dallas 5 aprile 1972 Gara 3                                                                | Dallas Chaparrals | 89 – 96 (17-26, 24-24, 23-20, 25-26) referto | Utah Stars | Dallas Memorial Auditorium (4.076 spett.) |
| D. Freeman 21 Punti W. Wise 25 R. Jones 5 Assist W. Wise 4 R. Jones 12 Rimbalzi W. Wise 16 |                   |                                              |            |                                           |
|                                                                                            |                   |                                              |            |                                           |
| D. Freeman 21                                                                              | Punti             | W. Wise 25                                   |            |                                           |
| R. Jones 5                                                                                 | Assist            | W. Wise 4                                    |            |                                           |
| R. Jones 12                                                                                | Rimbalzi          | W. Wise 16                                   |            |                                           |

| Dallas 7 aprile 1972 Gara 4                                                                               | Dallas Chaparrals | 99 – 103 (25-26, 29-29, 18-25, 27-23) referto | Utah Stars | Dallas Memorial Auditorium (3.918 spett.) |
| D. Freeman 30 Punti R. Boone 21 J. Hamilton 5 Assist J. Jones 4 R. Jones , S. Jones 7 Rimbalzi W. Wise 16 |                   |                                               |            |                                           |
| |                   |                                               |            |                                           |
| D. Freeman 30                                                                                             | Punti             | R. Boone 21                                   |            |                                           |
| J. Hamilton 5                                                                                             | Assist            | J. Jones 4                                    |            |                                           |
| R. Jones, S. Jones 7                                                                                      | Rimbalzi          | W. Wise 16                                    |            |                                           |

PRECEDENTI IN REGULAR SEASON
| Regular Season 1971-72 | Utah Stars | 8 – 4 | Dallas Chaparrals | Referto 1 - Referto 2 - Referto 3 - Referto 4, Referto 5 - Referto 6, Referto 7 - Referto 8 - Referto 9 - Referto 10 - Referto 11 - Referto 12 |
| Utah Stars 116 Dallas Chaparrals 116 Utah Stars 103 Utah Stars 116 Dallas Chaparrals 96 Utah Stars 106 Dallas Chaparrals 103 Utah Stars 116 Dallas Chaparrals 102 (1 t.s.) Utah Stars 123 Dallas Chaparrals 117 Dallas Chaparrals 98 Punti 106 Dallas Chaparrals 131 Utah Stars 99 Dallas Chaparrals 97 Dallas Chaparrals 106 Utah Stars 102 Dallas Chaparrals 115 Utah Stars 129 Dallas Chaparrals 99 Utah Stars 121 Dallas Chaparrals 110 Utah Stars 95 Utah Stars |            | |                   | |
| |            | |                   | |
| Utah Stars 116 Dallas Chaparrals 116 Utah Stars 103 Utah Stars 116 Dallas Chaparrals 96 Utah Stars 106 Dallas Chaparrals 103 Utah Stars 116 Dallas Chaparrals 102 (1 t.s.) Utah Stars 123 Dallas Chaparrals 117 Dallas Chaparrals 98 | Punti      | 106 Dallas Chaparrals 131 Utah Stars 99 Dallas Chaparrals 97 Dallas Chaparrals 106 Utah Stars 102 Dallas Chaparrals 115 Utah Stars 129 Dallas Chaparrals 99 Utah Stars 121 Dallas Chaparrals 110 Utah Stars 95 Utah Stars |                   | |

PRECEDENTI NEI PLAYOFF
|  | Utah Stars (1970, 1971) | 2 – 0 | Dallas Chaparrals |  |

#### (2) Indiana Pacers - (4) Denver Rockets
RISULTATO FINALE: 4-0
| Indianapolis 31 marzo 1972 Gara 1                                                                              | Indiana Pacers | 102 – 96 (20-25, 26-24, 30-23, 26-24) referto | Denver Rockets | Indiana State Fair Coliseum (6.103 spett.) |
| R. Brown 28 Punti R. Simpson 26 R. Brown , F. Lewis 4 Assist L. Brown 4 B. Netolicky 13 Rimbalzi D. Robisch 17 |                |                                               |                |                                            |
| |                |                                               |                |                                            |
| R. Brown 28 | Punti          | R. Simpson 26                                 |                |                                            |
| R. Brown, F. Lewis 4                                                                                           | Assist         | L. Brown 4                                    |                |                                            |
| B. Netolicky 13                                                                                                | Rimbalzi       | D. Robisch 17                                 |                |                                            |

| Indianapolis 1 aprile 1972 Gara 2                                                                     | Indiana Pacers | 105 – 106 (22-27, 33-30, 31-23, 19-26) referto | Denver Rockets | Indiana State Fair Coliseum (6.521 spett.) |
| B. Keller 31 Punti R. Simpson 32 G. McGinnis 8 Assist R. Simpson 4 G. McGinnis 15 Rimbalzi B. Beck 13 |                |                                                |                |                                            |
| |                |                                                |                |                                            |
| B. Keller 31                                                                                          | Punti          | R. Simpson 32                                  |                |                                            |
| G. McGinnis 8                                                                                         | Assist         | R. Simpson 4                                   |                |                                            |
| G. McGinnis 15                                                                                        | Rimbalzi       | B. Beck 13                                     |                |                                            |

| Denver 4 aprile 1972 Gara 3                                                                      | Denver Rockets | 120 – 122 (d.1t.s.) (26-26, 23-35, 36-26, 25-23) (10-12) referto | Indiana Pacers | Denver Auditorium Arena (5.304 spett.) |
| R. Simpson 33 Punti R. Brown 30 R. Simpson 6 Assist F. Lewis 7 J. Keye 19 Rimbalzi M. Daniels 19 |                |                                                                  |                |                                        |
|                                                                                                  |                |                                                                  |                |                                        |
| R. Simpson 33                                                                                    | Punti          | R. Brown 30                                                      |                |                                        |
| R. Simpson 6                                                                                     | Assist         | F. Lewis 7                                                       |                |                                        |
| J. Keye 19                                                                                       | Rimbalzi       | M. Daniels 19                                                    |                |                                        |

| Denver 6 aprile 1972 Gara 4                                                                               | Denver Rockets | 112 – 96 (30-24, 25-24, 24-22, 33-26) referto | Indiana Pacers | Denver Auditorium Arena (6.109 spett.) |
| R. Simpson , B. Beck 28 Punti F. Lewis 33 L. Brown 7 Assist F. Lewis 5 J. Keye 20 Rimbalzi G. McGinnis 16 |                |                                               |                |                                        |
| |                |                                               |                |                                        |
| R. Simpson, B. Beck 28                                                                                    | Punti          | F. Lewis 33                                   |                |                                        |
| L. Brown 7                                                                                                | Assist         | F. Lewis 5                                    |                |                                        |
| J. Keye 20                                                                                                | Rimbalzi       | G. McGinnis 16                                |                |                                        |

| Indianapolis 8 aprile 1972 Gara 5 | Indiana Pacers | 91 – 79 (24-19, 16-15, 30-22, 31-23) referto | Denver Rockets | Indiana State Fair Coliseum (9.428 spett.) |
| B. Keller 25 Punti R. Simpson 19 F. Lewis , B. Netolicky , B. Keller , M. Daniels , G. McGinnis 2 Assist J. Keye , R. Simpson , L. Brown 2 M. Daniels 20 Rimbalzi J. Keye 17 |                |                                              |                |                                            |
| |                |                                              |                |                                            |
| B. Keller 25 | Punti          | R. Simpson 19                                |                |                                            |
| F. Lewis, B. Netolicky, B. Keller, M. Daniels, G. McGinnis 2 | Assist         | J. Keye, R. Simpson, L. Brown 2              |                |                                            |
| M. Daniels 20 | Rimbalzi       | J. Keye 17                                   |                |                                            |

| Denver 9 aprile 1972 Gara 6                                                                   | Denver Rockets | 106 – 99 (24-18, 27-27, 30-25, 25-29) referto | Indiana Pacers | Denver Auditorium Arena (5.815 spett.) |
| B. Beck 24 Punti M. Daniels 26 L. Brown 8 Assist F. Lewis 9 J. Keye 18 Rimbalzi M. Daniels 23 |                |                                               |                |                                        |
|                                                                                               |                |                                               |                |                                        |
| B. Beck 24                                                                                    | Punti          | M. Daniels 26                                 |                |                                        |
| L. Brown 8                                                                                    | Assist         | F. Lewis 9                                    |                |                                        |
| J. Keye 18                                                                                    | Rimbalzi       | M. Daniels 23                                 |                |                                        |

| Indianapolis 13 aprile 1972 Gara 7                                                                        | Indiana Pacers | 91 – 89 (22-21, 22-25, 31-20, 16-23) referto | Denver Rockets | Indiana State Fair Coliseum (8.643 spett.) |
| R. Brown , F. Lewis 20 Punti R. Simpson 30 R. Brown 7 Assist L. Brown 7 M. Daniels 20 Rimbalzi J. Keye 18 |                |                                              |                |                                            |
| |                |                                              |                |                                            |
| R. Brown, F. Lewis 20                                                                                     | Punti          | R. Simpson 30                                |                |                                            |
| R. Brown 7                                                                                                | Assist         | L. Brown 7                                   |                |                                            |
| M. Daniels 20                                                                                             | Rimbalzi       | J. Keye 18                                   |                |                                            |

PRECEDENTI IN REGULAR SEASON
| Regular Season 1971-72 | Indiana Pacers | 7 – 5 | Denver Rockets | Referto 1 - Referto 2 - Referto 3 - Referto 4, Referto 5 - Referto 6, Referto 7 - Referto 8 - Referto 9 - Referto 10 - Referto 11 - Referto 12 |
| Indiana Pacers 115 Denver Rockets 117 Denver Rockets 111 Indiana Pacers 110 Denver Rockets 113 Indiana Pacers 104 Denver Rockets 99 Denver Rockets 115 Indiana Pacers 133 Indiana Pacers 127 Denver Rockets 123 Indiana Pacers 92 Punti 104 Denver Rockets 122 Indiana Pacers 108 Indiana Pacers 96 Denver Rockets 109 Indiana Pacers 101 Denver Rockets 114 Indiana Pacers 107 Indiana Pacers 111 Denver Rockets 115 Denver Rockets 106 Indiana Pacers 93 Denver Rockets |                | |                | |
| |                | |                | |
| Indiana Pacers 115 Denver Rockets 117 Denver Rockets 111 Indiana Pacers 110 Denver Rockets 113 Indiana Pacers 104 Denver Rockets 99 Denver Rockets 115 Indiana Pacers 133 Indiana Pacers 127 Denver Rockets 123 Indiana Pacers 92 | Punti          | 104 Denver Rockets 122 Indiana Pacers 108 Indiana Pacers 96 Denver Rockets 109 Indiana Pacers 101 Denver Rockets 114 Indiana Pacers 107 Indiana Pacers 111 Denver Rockets 115 Denver Rockets 106 Indiana Pacers 93 Denver Rockets |                | |

PRECEDENTI NEI PLAYOFF

Si è trattata della prima sfida tra le due squadre ai playoff.

### Finale

#### (1) Utah Stars - (2) Indiana Pacers
RISULTATO FINALE: 3-4
| Salt Lake City 15 aprile 1972 Gara 1                                                                  | Utah Stars | 108 – 100 (23-28, 35-28, 24-25, 26-19) referto | Indiana Pacers | Salt Palace (9.854 spett.) |
| J. Jones 25 Punti G. McGinnis 31 J. Jones 8 Assist G. McGinnis 6 R. Robbins 16 Rimbalzi M. Daniels 17 |            |                                                |                |                            |
| |            |                                                |                |                            |
| J. Jones 25                                                                                           | Punti      | G. McGinnis 31                                 |                |                            |
| J. Jones 8                                                                                            | Assist     | G. McGinnis 6                                  |                |                            |
| R. Robbins 16                                                                                         | Rimbalzi   | M. Daniels 17                                  |                |                            |

| Salt Lake City 17 aprile 1972 Gara 2                                                                            | Utah Stars | 117 – 109 (25-27, 29-28, 34-24, 29-30) referto | Indiana Pacers | Salt Palace (11.780 spett.) |
| W. Wise 30 Punti G. McGinnis 28 J. Jones 10 Assist G. McGinnis , R. Brown 7 Z. Beaty 25 Rimbalzi G. McGinnis 20 |            |                                                |                |                             |
| |            |                                                |                |                             |
| W. Wise 30 | Punti      | G. McGinnis 28                                 |                |                             |
| J. Jones 10 | Assist     | G. McGinnis, R. Brown 7                        |                |                             |
| Z. Beaty 25 | Rimbalzi   | G. McGinnis 20                                 |                |                             |

| Anderson 19 aprile 1972 Gara 3                                                                                       | Indiana Pacers | 116 – 111 (28-24, 23-26, 32-26, 33-35) referto | Utah Stars | Anderson High School Wigwam (7.489 spett.) |
| R. Brown 30 Punti W. Wise 19 R. Brown , F. Lewis 5 Assist R. Boone , M. Jackson 5 M. Daniels 19 Rimbalzi Z. Beaty 12 |                |                                                |            |                                            |
| |                |                                                |            |                                            |
| R. Brown 30 | Punti          | W. Wise 19                                     |            |                                            |
| R. Brown, F. Lewis 5                                                                                                 | Assist         | R. Boone, M. Jackson 5                         |            |                                            |
| M. Daniels 19 | Rimbalzi       | Z. Beaty 12                                    |            |                                            |

| Bloomington 22 aprile 1972 Gara 4                                                                           | Indiana Pacers | 118 – 108 (24-26, 30-29, 36-31, 28-22) referto | Utah Stars | Indiana Assembly Hall (13.007 spett.) |
| R. Brown 27 Punti J. Jones 26 B. Keller 8 Assist J. Jones 6 M. Daniels , G. McGinnis 13 Rimbalzi W. Wise 15 |                |                                                |            |                                       |
| |                |                                                |            |                                       |
| R. Brown 27                                                                                                 | Punti          | J. Jones 26                                    |            |                                       |
| B. Keller 8                                                                                                 | Assist         | J. Jones 6                                     |            |                                       |
| M. Daniels, G. McGinnis 13                                                                                  | Rimbalzi       | W. Wise 15                                     |            |                                       |

| Salt Lake City 24 aprile 1972 Gara 5                                                             | Utah Stars | 139 – 130 (40-33, 38-28, 36-28, 25-41) referto | Indiana Pacers | Salt Palace (12.526 spett.) |
| W. Wise 34 Punti M. Daniels 29 J. Jones 11 Assist B. Keller 11 W. Wise 13 Rimbalzi M. Daniels 17 |            |                                                |                |                             |
|                                                                                                  |            |                                                |                |                             |
| W. Wise 34                                                                                       | Punti      | M. Daniels 29                                  |                |                             |
| J. Jones 11                                                                                      | Assist     | B. Keller 11                                   |                |                             |
| W. Wise 13                                                                                       | Rimbalzi   | M. Daniels 17                                  |                |                             |

| Bloomington 26 aprile 1972 Gara 6                                                              | Indiana Pacers | 105 – 99 (26-31, 27-24, 27-23, 25-21) referto | Utah Stars | Indiana Assembly Hall (8.103 spett.) |
| M. Daniels 20 Punti W. Wise 30 R. Brown 4 Assist J. Jones 7 M. Daniels 18 Rimbalzi Z. Beaty 13 |                |                                               |            |                                      |
|                                                                                                |                |                                               |            |                                      |
| M. Daniels 20                                                                                  | Punti          | W. Wise 30                                    |            |                                      |
| R. Brown 4                                                                                     | Assist         | J. Jones 7                                    |            |                                      |
| M. Daniels 18                                                                                  | Rimbalzi       | Z. Beaty 13                                   |            |                                      |

| Salt Lake City 1 maggio 1972 Gara 7                                                                   | Utah Stars | 113 – 117 (29-30, 26-29, 30-32, 28-26) referto | Indiana Pacers | Salt Palace (12.724 spett.) |
| W. Wise 26 Punti R. Brown 27 W. Wise 7 Assist F. Lewis 6 W. Wise , Z. Beaty 11 Rimbalzi M. Daniels 15 |            |                                                |                |                             |
| |            |                                                |                |                             |
| W. Wise 26                                                                                            | Punti      | R. Brown 27                                    |                |                             |
| W. Wise 7                                                                                             | Assist     | F. Lewis 6                                     |                |                             |
| W. Wise, Z. Beaty 11                                                                                  | Rimbalzi   | M. Daniels 15                                  |                |                             |

PRECEDENTI IN REGULAR SEASON
| Regular Season 1971-72 | Utah Stars | 7 – 5 | Indiana Pacers | Referto 1 - Referto 2 - Referto 3 - Referto 4, Referto 5 - Referto 6, Referto 7 - Referto 8 - Referto 9 - Referto 10 - Referto 11 - Referto 12 |
| Utah Stars 122 Utah Stars 109 Indiana Pacers 107 Utah Stars 113 Utah Stars 150 Indiana Pacers 100 Indiana Pacers 119 Utah Stars 121 Indiana Pacers 115 Utah Stars 117 Indiana Pacers 111 Indiana Pacers 108 Punti 125 Indiana Pacers 121 Indiana Pacers 108 Utah Stars (1 t.s.) 111 Indiana Pacers 129 Indiana Pacers 97 Utah Stars 113 Utah Stars 110 Indiana Pacers 119 Utah Stars 107 Indiana Pacers 98 Utah Stars 109 Utah Stars |            | |                | |
| |            | |                | |
| Utah Stars 122 Utah Stars 109 Indiana Pacers 107 Utah Stars 113 Utah Stars 150 Indiana Pacers 100 Indiana Pacers 119 Utah Stars 121 Indiana Pacers 115 Utah Stars 117 Indiana Pacers 111 Indiana Pacers 108 | Punti      | 125 Indiana Pacers 121 Indiana Pacers 108 Utah Stars (1 t.s.) 111 Indiana Pacers 129 Indiana Pacers 97 Utah Stars 113 Utah Stars 110 Indiana Pacers 119 Utah Stars 107 Indiana Pacers 98 Utah Stars 109 Utah Stars |                | |

PRECEDENTI NEI PLAYOFF
|  | Utah Stars (1971) | 1 – 1 | Indiana Pacers (1970) |  |

## ABA Finals 1972

### Indiana Pacers - New York Nets
RISULTATO FINALE
|  | Indiana Pacers | 4 – 2 | N.Y. Nets |  |

PRECEDENTI IN REGULAR SEASON
| Regular Season 1971-72 | Indiana Pacers | 3 – 3 | N.Y. Nets | Referto 1 - Referto 2 - Referto 3 - Referto 4, Referto 5 - Referto 6 |
| Indiana Pacers 112 New York Nets 114 Indiana Pacers 104 New York Nets 108 Indiana Pacers 117 New York Nets 92 Punti 101 New York Nets 119 Indiana Pacers 100 New York Nets 106 Indiana Pacers 121 New York Nets 86 Indiana Pacers |                | |           |                                                                      |
| |                | |           |                                                                      |
| Indiana Pacers 112 New York Nets 114 Indiana Pacers 104 New York Nets 108 Indiana Pacers 117 New York Nets 92 | Punti          | 101 New York Nets 119 Indiana Pacers 100 New York Nets 106 Indiana Pacers 121 New York Nets 86 Indiana Pacers |           |                                                                      |

PRECEDENTI NEI PLAYOFF

Si è trattata della prima sfida tra le due squadre ai playoff.

#### Roster
| \| Pos. \| Num. \| Naz. \| Nome \| Altezza \| Peso \| Data nascita \| Provenienza \| \| ---- \| ---- \| ---- \| ---------------- \| ------- \| ------ \| ------------ \| ------------------------------ \| \| G \| 15 \| \| Barnhill, John \| 185 cm \| 82 kg \| 20-03-1938 \| Tennessee State \| \| G/AP \| 35 \| \| Brown, Roger \| 196 cm \| 93 kg \| 22-05-1942 \| Dayton \| \| G \| 33 \| \| Cannon, Larry \| 193 cm \| 88 kg \| 12-04-1947 \| La Salle \| \| G/AP \| 22 \| \| Chapman, Wayne \| 198 cm \| 86 kg \| 15-06-1945 \| Western Kentucky \| \| C \| 34 \| \| Daniels, Mel \| 206 cm \| 100 kg \| 20-07-1944 \| New Mexico \| \| A/C \| 20 \| \| Hillman, Darnell \| 206 cm \| 98 kg \| 29-08-1949 \| San José State \| \| G \| 11 \| \| Keller, Bill \| 178 cm \| 80 kg \| 30-08-1947 \| Purdue \| \| G \| 15 \| \| Kelly, Arvesta \| 188 cm \| 79 kg \| 20-11-1945 \| Lincoln University of Missouri \| \| G \| 14 \| \| Lewis, Freddie \| 183 cm \| 79 kg \| 01-07-1943 \| Arizona State \| \| A/C \| 30 \| \| McGinnis, George \| 203 cm \| 107 kg \| 12-08-1950 \| Indiana \| \| G \| 10 \| \| Mount, Rick \| 191 cm \| 79 kg \| 05-01-1947 \| Purdue \| \| A/C \| 24 \| \| Netolicky, Bob \| 206 cm \| 100 kg \| 02-08-1942 \| Drake University \| \| G \| 15 \| \| Price, Mike \| 191 cm \| 91 kg \| 11-09-1948 \| Illinois \| \| A/C \| 33 \| \| Sidle, Donald \| 203 cm \| 98 kg \| 21-06-1946 \| Oklahoma \| \| C \| 12 \| \| Winkler, Marv \| 185 cm \| 164 kg \| 18-02-1948 \| Louisiana \| | Allenatore - Slick Leonard Assistente/i - Bobby Hooper (Vice-allenatore) - David Craig (Preparatore atletico) Legenda - (C) Capitano - (FA) Free agent - (S) Sospeso - (TW) Contratto Two-way - (GL) Assegnato a squadra G League affiliata - Infortunato Roster |                        |                  |         |        |              |                                |
| Pos. | Num. | Naz.                   | Nome             | Altezza | Peso   | Data nascita | Provenienza                    |
| G | 15 | Stati Uniti (bandiera) | Barnhill, John   | 185 cm  | 82 kg  | 20-03-1938   | Tennessee State                |
| G/AP | 35 | Stati Uniti (bandiera) | Brown, Roger     | 196 cm  | 93 kg  | 22-05-1942   | Dayton                         |
| G | 33 | Stati Uniti (bandiera) | Cannon, Larry    | 193 cm  | 88 kg  | 12-04-1947   | La Salle                       |
| G/AP | 22 | Stati Uniti (bandiera) | Chapman, Wayne   | 198 cm  | 86 kg  | 15-06-1945   | Western Kentucky               |
| C | 34 | Stati Uniti (bandiera) | Daniels, Mel     | 206 cm  | 100 kg | 20-07-1944   | New Mexico                     |
| A/C | 20 | Stati Uniti (bandiera) | Hillman, Darnell | 206 cm  | 98 kg  | 29-08-1949   | San José State                 |
| G | 11 | Stati Uniti (bandiera) | Keller, Bill     | 178 cm  | 80 kg  | 30-08-1947   | Purdue                         |
| G | 15 | Stati Uniti (bandiera) | Kelly, Arvesta   | 188 cm  | 79 kg  | 20-11-1945   | Lincoln University of Missouri |
| G | 14 | Stati Uniti (bandiera) | Lewis, Freddie   | 183 cm  | 79 kg  | 01-07-1943   | Arizona State                  |
| A/C | 30 | Stati Uniti (bandiera) | McGinnis, George | 203 cm  | 107 kg | 12-08-1950   | Indiana                        |
| G | 10 | Stati Uniti (bandiera) | Mount, Rick      | 191 cm  | 79 kg  | 05-01-1947   | Purdue                         |
| A/C | 24 | Stati Uniti (bandiera) | Netolicky, Bob   | 206 cm  | 100 kg | 02-08-1942   | Drake University               |
| G | 15 | Stati Uniti (bandiera) | Price, Mike      | 191 cm  | 91 kg  | 11-09-1948   | Illinois                       |
| A/C | 33 | Stati Uniti (bandiera) | Sidle, Donald    | 203 cm  | 98 kg  | 21-06-1946   | Oklahoma                       |
| C | 12 | Stati Uniti (bandiera) | Winkler, Marv    | 185 cm  | 164 kg | 18-02-1948   | Louisiana                      |

| \| Pos. \| Num. \| Naz. \| Nome \| Altezza \| Peso \| Data nascita \| Provenienza \| \| ---- \| ---- \| ---- \| ------------------- \| ------- \| ------ \| ------------ \| --------------------- \| \| A/C \| 12 \| \| Ard, Jim \| 203 cm \| 98 kg \| 19-09-1948 \| Cincinnati \| \| A \| 24 \| \| Barry, Rick \| 201 cm \| 93 kg \| 28-03-1944 \| Miami \| \| A \| 20 \| \| Baum, Johnny \| 196 cm \| 91 kg \| 17-06-1946 \| Temple \| \| G \| 21 \| \| DePre, Joe \| 191 cm \| 84 kg \| 19-12-1947 \| St. John's \| \| A \| 11 \| \| Dove, Sonny \| 201 cm \| 90 kg \| 16-08-1945 \| St. John's \| \| A \| 23 \| \| Durham, Jarrett \| 196 cm \| 85 kg \| 22-08-1949 \| Duquesne \| \| A \| 14 \| \| Greacen, Bob \| 201 cm \| 93 kg \| 15-09-1947 \| Rutgers \| \| A/C \| 3 \| \| Leaks, Manny \| 203 cm \| 102 kg \| 27-11-1945 \| Niagara University \| \| G \| 25 \| \| Melchionni, Bill \| 185 cm \| 75 kg \| 19-10-1944 \| Villanova \| \| A/C \| 10 \| \| Moore, Gene \| 206 cm \| 102 kg \| 29-07-1945 \| Saint Louis \| \| A/C \| 5 \| \| Paultz, Billy \| 211 cm \| 107 kg \| 30-07-1948 \| Cameron University \| \| G \| 13 \| \| Roche, John \| 191 cm \| 77 kg \| 26-09-1949 \| South Carolina \| \| G/AP \| 22 \| \| Taylor, Ollie \| 188 cm \| 88 kg \| 07-03-1947 \| Houston \| \| A/C \| 32 \| \| Washington, Trooper \| 201 cm \| 98 kg \| 21-04-1944 \| Cheyney \| \| A \| 4 \| \| Webster, Elnardo \| 196 cm \| 86 kg \| 06-03-1948 \| Saint Peter's College \| \| G \| 14 \| \| Zeller, Gary \| 191 cm \| 93 kg \| 20-11-1947 \| Drake University \| | Allenatore - Lou Carnesecca Assistente/i - John Kreese (Vice-allenatore) Legenda - (C) Capitano - (FA) Free agent - (S) Sospeso - (TW) Contratto Two-way - (GL) Assegnato a squadra G League affiliata - Infortunato Roster |                        |                     |         |        |              |                       |
| Pos. | Num. | Naz.                   | Nome                | Altezza | Peso   | Data nascita | Provenienza           |
| A/C | 12 | Stati Uniti (bandiera) | Ard, Jim            | 203 cm  | 98 kg  | 19-09-1948   | Cincinnati            |
| A | 24 | Stati Uniti (bandiera) | Barry, Rick         | 201 cm  | 93 kg  | 28-03-1944   | Miami                 |
| A | 20 | Stati Uniti (bandiera) | Baum, Johnny        | 196 cm  | 91 kg  | 17-06-1946   | Temple                |
| G | 21 | Stati Uniti (bandiera) | DePre, Joe          | 191 cm  | 84 kg  | 19-12-1947   | St. John's            |
| A | 11 | Stati Uniti (bandiera) | Dove, Sonny         | 201 cm  | 90 kg  | 16-08-1945   | St. John's            |
| A | 23 | Stati Uniti (bandiera) | Durham, Jarrett     | 196 cm  | 85 kg  | 22-08-1949   | Duquesne              |
| A | 14 | Stati Uniti (bandiera) | Greacen, Bob        | 201 cm  | 93 kg  | 15-09-1947   | Rutgers               |
| A/C | 3 | Stati Uniti (bandiera) | Leaks, Manny        | 203 cm  | 102 kg | 27-11-1945   | Niagara University    |
| G | 25 | Stati Uniti (bandiera) | Melchionni, Bill    | 185 cm  | 75 kg  | 19-10-1944   | Villanova             |
| A/C | 10 | Stati Uniti (bandiera) | Moore, Gene         | 206 cm  | 102 kg | 29-07-1945   | Saint Louis           |
| A/C | 5 | Stati Uniti (bandiera) | Paultz, Billy       | 211 cm  | 107 kg | 30-07-1948   | Cameron University    |
| G | 13 | Stati Uniti (bandiera) | Roche, John         | 191 cm  | 77 kg  | 26-09-1949   | South Carolina        |
| G/AP | 22 | Stati Uniti (bandiera) | Taylor, Ollie       | 188 cm  | 88 kg  | 07-03-1947   | Houston               |
| A/C | 32 | Stati Uniti (bandiera) | Washington, Trooper | 201 cm  | 98 kg  | 21-04-1944   | Cheyney               |
| A | 4 | Stati Uniti (bandiera) | Webster, Elnardo    | 196 cm  | 86 kg  | 06-03-1948   | Saint Peter's College |
| G | 14 | Stati Uniti (bandiera) | Zeller, Gary        | 191 cm  | 93 kg  | 20-11-1947   | Drake University      |

#### Risultati
| Bloomington 6 maggio 1972 Gara 1 | Indiana Pacers | 124 – 103 (31-25, 22-31, 35-22, 36-25) referto                                | N.Y. Nets | Indiana Assembly Hall (7.483 spett.) |
| \| \| \| \| \| F. Lewis 33 \| Punti \| R. Barry 34 \| \| B. Keller 4 \| Assist \| J. Roche, B. Melchionni 5 \| \| G. McGinnis 22 \| Rimbalzi \| B. Paultz 13 \| \| Brown, Daniels, Hillman, Keller, Lewis, McGinnis, Mount, Netolicky \| Formazioni \| Ard, Barry, Baum, DePre, Melchionni, Moore, Paultz, Roche, Taylor, Washington \| |                |                                                                               |           |                                      |
| |                |                                                                               |           |                                      |
| F. Lewis 33 | Punti          | R. Barry 34                                                                   |           |                                      |
| B. Keller 4 | Assist         | J. Roche, B. Melchionni 5                                                     |           |                                      |
| G. McGinnis 22 | Rimbalzi       | B. Paultz 13                                                                  |           |                                      |
| Brown, Daniels, Hillman, Keller, Lewis, McGinnis, Mount, Netolicky | Formazioni     | Ard, Barry, Baum, DePre, Melchionni, Moore, Paultz, Roche, Taylor, Washington |           |                                      |

| Indianapolis 9 maggio 1972 Gara 2 | Indiana Pacers | 115 – 117 (27-27, 28-32, 28-34, 32-24) referto             | N.Y. Nets | Indiana State Fair Coliseum (10.079 spett.) |
| \| \| \| \| \| R. Brown, G. McGinnis 22 \| Punti \| R. Barry 29 \| \| B. Keller 6 \| Assist \| B. Melchionni 7 \| \| G. McGinnis 11 \| Rimbalzi \| B. Paultz 15 \| \| Brown, Daniels, Hillman, Keller, Lewis, McGinnis, Mount, Netolicky \| Formazioni \| Ard, Barry, Baum, Melchionni, Moore, Paultz, Roche, Taylor \| |                |                                                            |           |                                             |
| |                |                                                            |           |                                             |
| R. Brown, G. McGinnis 22 | Punti          | R. Barry 29                                                |           |                                             |
| B. Keller 6 | Assist         | B. Melchionni 7                                            |           |                                             |
| G. McGinnis 11 | Rimbalzi       | B. Paultz 15                                               |           |                                             |
| Brown, Daniels, Hillman, Keller, Lewis, McGinnis, Mount, Netolicky | Formazioni     | Ard, Barry, Baum, Melchionni, Moore, Paultz, Roche, Taylor |           |                                             |

| Uniondale 12 maggio 1972 Gara 3 | N.Y. Nets  | 108 – 114 (29-29, 23-25, 32-36, 24-24) referto                     | Indiana Pacers | Nassau Veterans Memorial Coliseum (15.241 spett.) |
| \| \| \| \| \| R. Barry 44 \| Punti \| G. McGinnis 30 \| \| B. Melchionni 7 \| Assist \| F. Lewis 7 \| \| T. Washington 15 \| Rimbalzi \| G. McGinnis 20 \| \| Ard, Barry, Baum, DePre, Melchionni, Moore, Paultz, Roche, Taylor, Washington \| Formazioni \| Brown, Daniels, Hillman, Keller, Lewis, McGinnis, Mount, Netolicky \| |            |                                                                    |                |                                                   |
| |            |                                                                    |                |                                                   |
| R. Barry 44 | Punti      | G. McGinnis 30                                                     |                |                                                   |
| B. Melchionni 7 | Assist     | F. Lewis 7                                                         |                |                                                   |
| T. Washington 15 | Rimbalzi   | G. McGinnis 20                                                     |                |                                                   |
| Ard, Barry, Baum, DePre, Melchionni, Moore, Paultz, Roche, Taylor, Washington | Formazioni | Brown, Daniels, Hillman, Keller, Lewis, McGinnis, Mount, Netolicky |                |                                                   |

| Uniondale 15 maggio 1972 Gara 4 | N.Y. Nets  | 110 – 105 (31-24, 23-35, 24-25, 32-21) referto                     | Indiana Pacers | Nassau Veterans Memorial Coliseum (15.870 spett.) |
| \| \| \| \| \| B. Paultz 30 \| Punti \| F. Lewis 22 \| \| R. Barry 9 \| Assist \| F. Lewis 7 \| \| B. Paultz 18 \| Rimbalzi \| G. McGinnis 16 \| \| Barry, Baum, DePre, Melchionni, Moore, Paultz, Roche, Taylor, Washington \| Formazioni \| Brown, Daniels, Hillman, Keller, Lewis, McGinnis, Mount, Netolicky \| |            |                                                                    |                |                                                   |
| |            |                                                                    |                |                                                   |
| B. Paultz 30 | Punti      | F. Lewis 22                                                        |                |                                                   |
| R. Barry 9 | Assist     | F. Lewis 7                                                         |                |                                                   |
| B. Paultz 18 | Rimbalzi   | G. McGinnis 16                                                     |                |                                                   |
| Barry, Baum, DePre, Melchionni, Moore, Paultz, Roche, Taylor, Washington | Formazioni | Brown, Daniels, Hillman, Keller, Lewis, McGinnis, Mount, Netolicky |                |                                                   |

| Indianapolis 18 maggio 1972 Gara 5 | Indiana Pacers | 100 – 99 (15-33, 22-19, 34-20, 29-27) referto                             | N.Y. Nets | Indiana State Fair Coliseum (10.079 spett.) |
| \| \| \| \| \| F. Lewis, B. Keller 22 \| Punti \| R. Barry 33 \| \| B. Keller 8 \| Assist \| J. Roche 5 \| \| G. McGinnis 14 \| Rimbalzi \| B. Paultz 15 \| \| Brown, Daniels, Hillman, Keller, Lewis, McGinnis, Mount, Netolicky \| Formazioni \| Barry, Baum, Melchionni, Moore, Paultz, Roche, Taylor, Washington, Zeller \| |                |                                                                           |           |                                             |
| |                |                                                                           |           |                                             |
| F. Lewis, B. Keller 22 | Punti          | R. Barry 33                                                               |           |                                             |
| B. Keller 8 | Assist         | J. Roche 5                                                                |           |                                             |
| G. McGinnis 14 | Rimbalzi       | B. Paultz 15                                                              |           |                                             |
| Brown, Daniels, Hillman, Keller, Lewis, McGinnis, Mount, Netolicky | Formazioni     | Barry, Baum, Melchionni, Moore, Paultz, Roche, Taylor, Washington, Zeller |           |                                             |

| Uniondale 20 maggio 1972 Gara 6 | N.Y. Nets  | 105 – 108 (28-28, 28-28, 24-32, 25-20) referto                     | Indiana Pacers | Nassau Veterans Memorial Coliseum (10.434 spett.) |
| \| \| \| \| \| B. Melchionni 23 \| Punti \| R. Brown 32 \| \| B. Melchionni 7 \| Assist \| B. Keller 7 \| \| B. Paultz 14 \| Rimbalzi \| M. Daniels 12 \| \| Ard, Barry, Baum, DePre, Melchionni, Paultz, Taylor, Washington, Zeller \| Formazioni \| Brown, Daniels, Hillman, Keller, Lewis, McGinnis, Mount, Netolicky \| |            |                                                                    |                |                                                   |
| |            |                                                                    |                |                                                   |
| B. Melchionni 23 | Punti      | R. Brown 32                                                        |                |                                                   |
| B. Melchionni 7 | Assist     | B. Keller 7                                                        |                |                                                   |
| B. Paultz 14 | Rimbalzi   | M. Daniels 12                                                      |                |                                                   |
| Ard, Barry, Baum, DePre, Melchionni, Paultz, Taylor, Washington, Zeller | Formazioni | Brown, Daniels, Hillman, Keller, Lewis, McGinnis, Mount, Netolicky |                |                                                   |

| Campione ABA 1972        |
| ------------------------ |
| Indiana Pacers 2º titolo |

#### Hall of famer
| ABA Finals | Atleta          | Squadra        | Anno |            |
| ---------- | --------------- | -------------- | ---- | ---------- |
| Giocatore  | Roger Brown     | Indiana Pacers | 2013 | Giocatore  |
| Giocatore  | Mel Daniels     | Indiana Pacers | 2012 | Giocatore  |
| Giocatore  | George McGinnis | Indiana Pacers | 2017 | Giocatore  |
| Allenatore | Slick Leonard   | Indiana Pacers | 2014 | Allenatore |
| Giocatore  | Rick Barry      | N.Y. Nets      | 1987 | Giocatore  |
| Allenatore | Lou Carnesecca  | N.Y. Nets      | 1992 | Allenatore |

#### MVP delle Finali
- #14 Freddie Lewis, Indiana Pacers.

## Squadra vincitrice

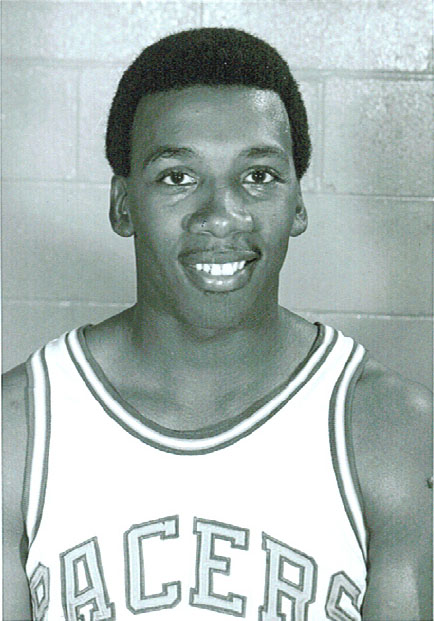
1. 14 Freddie Lewis, Indiana Pacers.

| N° | Naz.                   | Ruolo | Sportivo        |  | Alt. |  |
| -- | ---------------------- | ----- | --------------- |  | ---- |  |
| 10 | Stati Uniti (bandiera) | G     | Rick Mount      |  | 191  |  |
| 11 | Stati Uniti (bandiera) | P     | Billy Keller    |  | 179  |  |
| 14 | Stati Uniti (bandiera) | P     | Freddie Lewis   |  | 184  |  |
| 20 | Stati Uniti (bandiera) | AG    | Darnell Hillman |  | 206  |  |
| 24 | Stati Uniti (bandiera) | AG    | Bob Netolicky   |  | 205  |  |
| 30 | Stati Uniti (bandiera) | AG    | George McGinnis |  | 203  |  |
| 33 | Stati Uniti (bandiera) | G     | Larry Cannon    |  | 193  |  |
| 34 | Stati Uniti (bandiera) | C     | Mel Daniels     |  | 206  |  |
| 35 | Stati Uniti (bandiera) | AP    | Roger Brown     |  | 196  |  |
|    | Stati Uniti (bandiera) | All.  | Slick Leonard   |  |      |  |

## Statistiche
Aggiornate al 29 gennaio 2022.
| Categoria | Giocatore     | Squadra           | Media | PG |
| --------- | ------------- | ----------------- | ----- | -- |
| Punti     | Julius Erving | Virginia Squires  | 33,3  | 11 |
| Rimbalzi  | Julius Erving | Virginia Squires  | 20,4  | 11 |
| Assist    | Louie Dampier | Kentucky Colonels | 7,5   | 6  |